# Cobeneficios de la mitigación del cambio climático
Los cobeneficios de la mitigación del cambio climático, tal como se define en el Cuarto Informe de Evaluación del Panel Intergubernamental sobre Cambio Climático, son los beneficios colaterales positivos relacionados con la reducción de gases de efecto invernadero. Por ejemplo, una política de mitigación del clima que incluya la mejora de la eficiencia energética de la producción de energía eléctrica puede traer asociado impactos como la reducción de la contaminación del aire, la innovación tecnológica, la seguridad del suministro de energía a través de una mayor diversidad energética, un costo de combustible reducido y posibilidades de empleo. Todo eso se conoce como cobeneficios.

## Cobeneficios en la formulación de políticas
Los cobeneficios de la mitigación del cambio climático pueden ser un criterio de decisión importante en los análisis llevados a cabo por los responsables de la formulación de políticas, pero a menudo se pasan por alto y no se los cuantifica, monetiza o identifican. La consideración adecuada de los cobeneficios  puede influir en gran medida en las decisiones de política relacionadas con el momento y el nivel de la acción de mitigación, y puede haber ventajas significativas para la economía nacional y la innovación técnica, o incluso para alcanzar otros objetivos de desarrollo, como la reducción de la pobreza. Los cobeneficios  surgieron cada vez más en el escenario de los debates políticos internacionales. 
El IPCC mencionó por primera vez el papel de los cobeneficios en 2001, seguidos por su cuarto y quinto informes de evaluación que enfatizan una mejor calidad ambiental, reducción de desperdicios, beneficios para la salud y reducción de gastos de capital.
A principios de la década de 2000, la OCDE estaba impulsando aún más sus esfuerzos para promover los cobeneficios. Durante la última década, varias otras organizaciones internacionales han debatido los beneficios colaterales: la Agencia Internacional de Energía (AIE) expuso el "enfoque de beneficios múltiples" de la eficiencia energética, mientras que la Agencia Internacional de Energías Renovables (IRENA) desarrolló una lista de cobeneficios del sector de las energías renovables. Mientras tanto, el Acuerdo de París reconoce los beneficios colaterales de mitigación de los planes de acción de las Partes. Los cobeneficios se han integrado en documentos oficiales de política nacional, como el Plan de Acción Nacional sobre el Cambio Climático de la India o las Contribuciones Determinadas a Nivel Nacional actualizadas de países como Vietnam.

## Cobeneficios en la investigación
Los efectos secundarios positivos que se producen a partir de las medidas de mitigación y adaptación climáticas se han mencionado en la investigación desde la década de 1990. El término co-beneficios se refiere a "satisfacer simultáneamente varios intereses u objetivos resultantes de una intervención política, inversión del sector privado o una combinación de ambos. Los cobeneficios oportunistas aparecen como efectos auxiliares o secundarios mientras se enfocan en un objetivo o interés central. Los cobeneficios estratégicos son el resultado de un esfuerzo deliberado para aprovechar varias oportunidades (por ejemplo, económicas, comerciales, sociales, ambientales) con una sola intervención intencionada.“ Los beneficios colaterales, también denominados a menudo beneficios complementarios, se han abordado en la literatura científica y, en primer lugar, estuvieron dominados por estudios que describen cómo menores emisiones de GEI conducen a una mejor calidad del aire y consecuentemente impactan positivamente en la salud humana. El alcance de la investigación de los beneficios colaterales se expandió a sus implicaciones económicas, sociales, ecológicas y políticas. 
Desde una perspectiva económica, los beneficios colaterales pueden mejorar el aumento del empleo a través de los ingresos por impuestos al carbono y la implementación de energías renovables. Una mayor proporción de energías renovables también puede conducir a una mayor seguridad energética. Se han analizado los cobeneficios socioeconómicos, como el acceso a la energía en las zonas rurales y la mejora de los medios de vida rurales.
Las políticas de mitigación pueden fomentar compensaciones ecológicas adicionales, como la mejora de la conservación del suelo, la fertilidad, la biodiversidad y el hábitat de la vida silvestre. Además, las políticas de mitigación brindan oportunidades para el desarrollo de capacidades, la participación y la gobernanza forestal para las comunidades locales.
Actualmente, diferentes grupos de investigación examinan los impactos de los cobeneficios de la mitigación del cambio climático. Uno de estos proyectos es el proyecto COBENEFITS del Instituto de Estudios Avanzados para la Sostenibilidad en Potsdam, Alemania. El proyecto COBENEFITS es parte de la Iniciativa Climática Internacional (IKI). El Ministerio Federal de Medio Ambiente, Conservación de la Naturaleza y Seguridad Nuclear de Alemania apoya esta iniciativa sobre la base de una decisión adoptada por el Bundestag alemán. El proyecto se lleva a cabo en estrecha colaboración con ministerios gubernamentales, agencias, instituciones de investigación y grupos de expertos como socios políticos y socios de conocimiento en los países objetivo. Estos cuatro países objetivo son India, Sudáfrica, Turquía y Vietnam. El equipo del proyecto, por lo tanto, coopera con las autoridades nacionales y aliados para desarrollar conocimientos clave que les permitan movilizar estos cobeneficios en sus países y acelerar los procesos nacionales destinados a lograr sus compromisos internacionales de mitigación del cambio climático.

## Principales cobeneficios

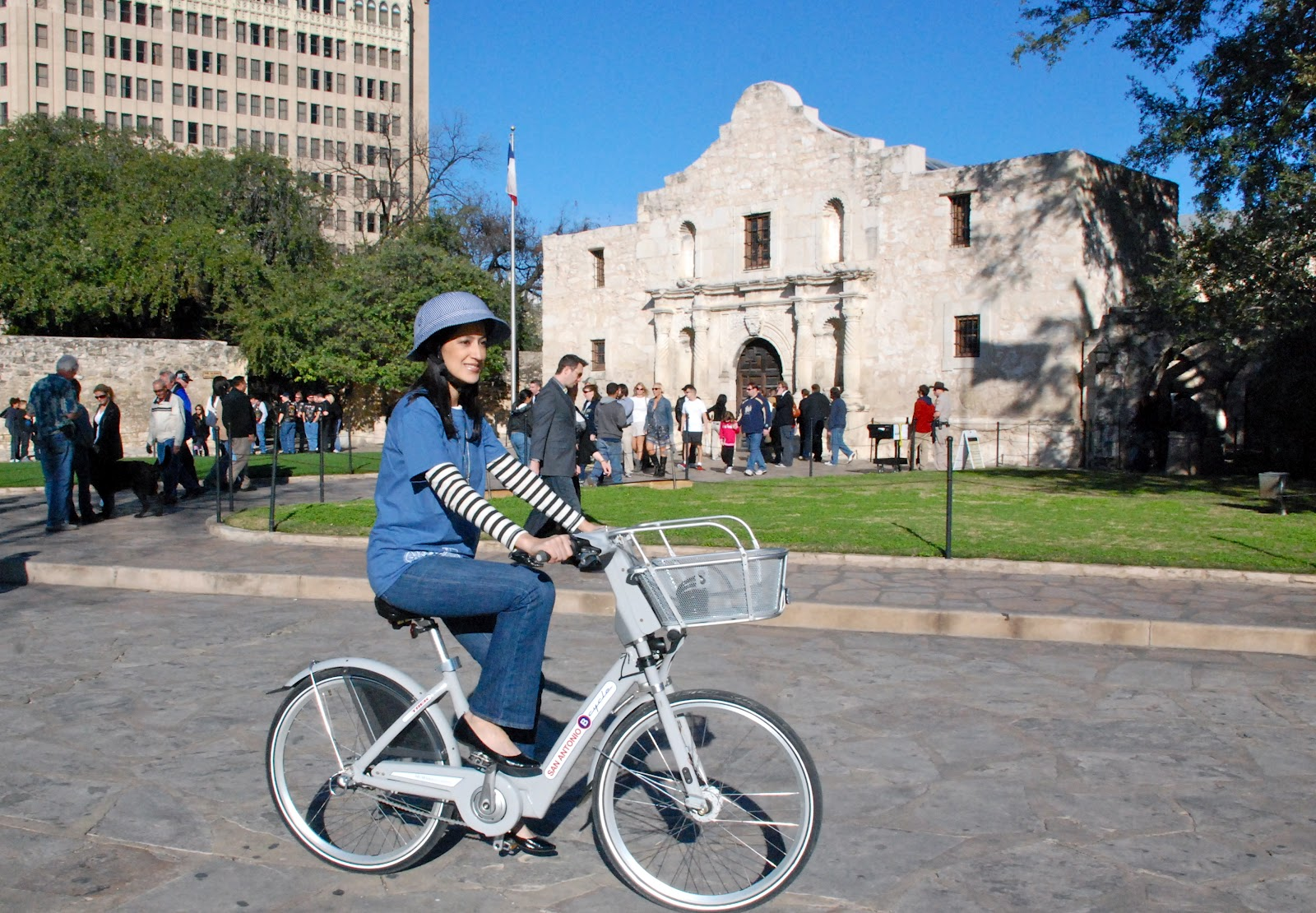
Promover la movilidad activa como forma de reducir los gases de efecto invernadero tiene importantes cobeneficios para la salud de las personas.

### Estilo de vida activo
Andar en bicicleta reduce las emisiones de gases de efecto invernadero y al mismo tiempo reduce los efectos de un estilo de vida sedentario. Según PLoS Medicine: "la obesidad, la diabetes, las enfermedades cardíacas y el cáncer, que están en parte relacionados con la inactividad física, pueden ser reducido mediante un cambio a un transporte con bajas emisiones de carbono, incluidos caminar y andar en bicicleta".

### Aire limpio
Las políticas de mitigación del cambio climático pueden conducir a menores emisiones de contaminantes atmosféricos co-emitidos, por ejemplo, al alejarse de la combustión de combustibles fósiles. Además, las partículas como el carbono negro y gases como el metano contribuyen tanto al calentamiento global como a la contaminación del aire, por lo que su mitigación puede traer beneficios en términos de limitar los aumentos de la temperatura global y mejorar la calidad del aire. Por lo tanto, la implementación de los compromisos climáticos asumidos en el período previo al Acuerdo de París podría tener importantes beneficios para la salud humana al mejorar la calidad del aire. El reemplazo de la energía a base de carbón por energías renovables puede reducir el número de muertes prematuras causadas por la contaminación del aire. Una mayor proporción de energía renovable y, en consecuencia, menos enfermedades respiratorias relacionadas con el carbón pueden reducir los costos de salud.

### Empleo y desarrollo económico
Los cobeneficios pueden tener un impacto positivo en el empleo, el desarrollo industrial, la independencia energética de los estados y el autoconsumo energético. El despliegue de energías renovables puede generar oportunidades laborales. Dependiendo del país y el escenario de implementación, la sustitución de las centrales eléctricas de carbón por energías renovables puede duplicar la cantidad de puestos de trabajo por capacidad media de MW. Las inversiones en energías renovables, especialmente en energía solar y eólica, pueden impulsar el valor de la producción. Los países que dependen de las importaciones de energía pueden mejorar su independencia energética y garantizar la seguridad del suministro mediante el despliegue de energías renovables. La generación de energía nacional a partir de energías renovables reduce la demanda de importaciones de combustibles fósiles, lo que aumenta el ahorro económico anual. Los hogares y las empresas también pueden beneficiarse de las inversiones en energía renovable. El despliegue de autoconsumo solar y fotovoltaico en los tejados crea incentivos para los hogares de bajos ingresos y puede ayudar con los ahorros anuales para el sector residencial.

### Acceso a la energía
Los efectos secundarios positivos de las estrategias de mitigación también ocurren en la dimensión socioeconómica. La electrificación total de áreas remotas a través de una red eléctrica centralizada a menudo se ve obstaculizada por apagones. Las zonas rurales que no están completamente electrificadas pueden beneficiarse del despliegue de energías renovables. Las minirredes que funcionan con energía solar pueden seguir siendo económicamente viables, rentables y reducir el número de cortes de energía. La confiabilidad energética tiene implicaciones sociales adicionales: la electricidad estable mejora la calidad de la educación.